# Wilhelm Lempp
Wilhelm Lempp (* 1. Februar 1882 in Heutingsheim; † 8. Oktober 1970 in Heidenheim) war ein württembergischer Oberamtmann und Verwaltungsjurist.

## Leben
Als Sohn eines Pfarrers geboren, studierte Lempp Rechtswissenschaften in Tübingen. Während seines Studiums wurde er 1900 Mitglied der burschenschaftlichen Verbindung Normannia Tübingen. Nach seinen Examen ging er 1906 in die württembergische Innenverwaltung und übernahm 1910 den Vorstand des Polizeiamts Tübingen. 1913 wurde er Amtmann am Oberamt Ludwigsburg, 1919 Amtmann mit dem Titel Oberamtmann und Dozent für Landwirtschaftsrecht an der Landwirtschaftlichen Hochschule Hohenheim. Dort wurde er 1920 Regierungsrat. Von 1922 bis 1923 war er als Kammervorsitzender am württembergischen Oberversicherungsamt tätig. 1923 ging er ans Versorgungsgericht Reutlingen und wurde Regierungsrat bei der Regierung des Schwarzwaldkreises in Reutlingen. Nach kurzer Zeit im Ruhestand ging er 1920 ans Oberamt Reutlingen und wurde 1924 Oberamtmann und Oberamtsvorstand am Oberamt Neuenbürg. 1933 wurde sein Antrag auf Eintritt in die NSDAP durch die NSDAP-Kreisleitung abgelehnt. Ab 1938 arbeitete er mit dem Titel Landrat in einer württembergischen Ministerialabteilung als Hauptberichterstatter. 1942 wurde er Oberregierungsrat und 1943 Berichterstatter eines Geschäftsteils im Innenministerium. 1944 ging er in den Ruhestand. 1945 wurde er Direktor beim Evangelischen Oberkirchenrat in Stuttgart und ging 1949 endgültig in den Ruhestand.

## Veröffentlichungen
- Der württembergische Synodus 1553–1924. Stuttgart 1959.